# Drymonia oxysepala
Drymonia oxysepala là một loài thực vật có hoa trong họ Tai voi. Loài này được Leeuwenb. mô tả khoa học đầu tiên năm 1959.